# Aramaio
Aramaio (en castellà Aramayona, l'oficial és Aramaio) és un municipi d'Àlaba, de la Quadrilla de Zuia. Està format per nou anteiglesias: Arexola, Azkoaga, Barajuen, Etxaguen, Gantzaga, Ibarra, Olaeta, Untzilla i Uribarri.
Ibarra fa de capital i nucli urbà del poble. L'anteiglesia d'Olaeta té la particularitat de ser a més un concejo i compta amb certa autonomia administrativa.

## Eleccions 2007
En les passades eleccions municipals de 2007, sis van ser els partits que es van presentar a l'ajuntament del municipi (PNB, ANB, EA, EB, PSE-EE i PP). Els resultats van ser els següents: 
- ANB: 427 vots. (5 escons)
- PNB: 298 vots. (3 escons)
- EA: 142 vots. (1 escó)
- EB-B: 31 vots. (0 escons)
- PSE-EE: 13 vots. (0 escons)
- Partit Popular: 6 vots. (0 escons)

La qual cosa va donar com guanyador a Asier Aguirre Mugarza com a alcalde de la localitat per part del partit ANB, i va fer que tant PSE-EE, com PP com EB-B es quedessin sense representació en l'ajuntament.

## Personatges il·lustres
- Pedro Ignacio de Barrutia (1682–1759): escriptor en basc. Autor de l'obra de teatre més antiga que es conserva en basc.
- Martín de Álzaga (1755–1812): comerciant nascut en San Martín de Ibarra de Aramayona i radicat a molt primerenca edat a Buenos Aires. En 1807, sent alcalde de primer vot, va tenir un paper principal en la victoriosa defensa de la ciutat enfront de la invasió dirigida pel general anglès Whitelocke. Anys més tard Álzaga, oposat al moviment independentista, lideraria un complot pel qual seria jutjat i executat en el curs d'un procés molt criticat. El seu cos reposa en l'església de Santo Domingo (Buenos Aires).
- Lope de Aguirre (1510–1561) al que molts, equivocadament, situen el seu naixement en el barri d'Araotz a Oñati i del qui algun cronista com Ignacio Zumalde, en 1963, escriví "Lope de Aguirre, oñatiarra universal" in Askoren Artean,... En realitat, segons el cronista del segle xvi, Ibargüen-Cachopin,... Lope d'Aguirre era nascut a Aramaio, Àlaba.
- José Zameza Elejalde, (1726-1796), mestre de capella i compositor.